# خيار منديرا
خيار منديرا نوعٌ من الخيار، نبات عشبي زراعي معمر من القرعيات. ثماره بيضية الشكل تطول إلى 10 سم وتعرض 5 سم. لونها إلى الخضار الأصفر يعلوه تمشيح قاتم قاطب.